# Nikolaj Michajlov (wielrenner)
Nikolaj Michajlov (Bulgaars: Николай Михайлов; Svilengrad, 8 april 1988) is een Bulgaars voormalig wielrenner

## Belangrijkste overwinningen
2005
 Balkanees kampioen op de weg, Junioren
2006
 Balkanees kampioen tijdrijden, Junioren
 Balkanees kampioen op de weg, Junioren
2011
2e etappe Boucle de l'Artois
3e etappe An Post Rás
 Bulgaars kampioen tijdrijden, Elite
2012
Eindklassement Bałtyk-Karkonosze Tour
 Bulgaars kampioen tijdrijden, Elite
2014
 Bulgaars kampioen op de weg, Elite
3e etappe deel A Sibiu Cycling Tour (ploegentijdrit)
1e etappe Ronde van Mazovië (ploegentijdrit)
2015
 Bulgaars kampioen tijdrijden, Elite
 Bulgaars kampioen op de weg, Elite
2016
2e etappe Sibiu Cycling Tour
Eindklassement Sibiu Cycling Tour
2017
 Bulgaars kampioen op de weg, Elite
2018
 Bulgaars kampioen op de weg, Elite

## Resultaten in voornaamste wedstrijden
| Jaar | Ronde van Italië | Ronde van Frankrijk | Ronde van Spanje |
| ---- | ---------------- | ------------------- | ---------------- |
| 2015 | 129e             |                     |                  |
| 2016 |                  |                     |                  |

| Jaar | Milaan-San Remo | Ronde van Vlaanderen |  | WK op de weg |
| ---- | --------------- | -------------------- |  | ------------ |
| 2015 |                 |                      |  | opgave       |
| 2016 | 176e            | opgave               |  |              |

## Ploegen
- 2012 –  CCC Polsat Polkowice[1]
- 2013 –  CCC Polsat Polkowice
- 2014 –  CCC Polsat Polkowice
- 2015 –  CCC Sprandi Polkowice
- 2016 –  CCC Sprandi Polkowice
- 2017 –  CCC Sprandi Polkowice
- 2018 –  Delko Marseille Provence KTM
- 2019 –  Efapel

Banaszek · Brożyna · Černý · Großschartner · Hirt · Honkisz · Kaczmarek · Kiendyś · Kurek · Latoń · Małecki · Marycz · Matysiak · Michajlov · Mrożek · Owsian · Paluta · de la Parte · Paterski · Pluciński · Ponzi · Rebellin · Samojlaw · Stępniak · Stosz · Szmyd · Taciak
Banaszek · Białobłocki · Brożyna · Großschartner · Hirt · Kaczmarek · Koch · Kurek · Małecki · Michajlov · Mrożek · Owsian · Paluta · Paterski · Pluciński · Ponzi · Samojlaw · Schlegel · Sisr · Stosz · Taciak · Tratnik
Areruya · Combaud · De Rossi · Di Grégorio · El Fares · Fernández · Filosi · Finetto · Guérin · Jones · Kasperkiewicz · Leveau · Madrazo · Martinez · Michajlov · Moreno · Rodríguez · Šiškevičius · Smukulis · Trarieux · Fedeli (stagiair) · Meyer (stagiair) · Rochas (stagiair)